# Оберштурмбаннфюрер

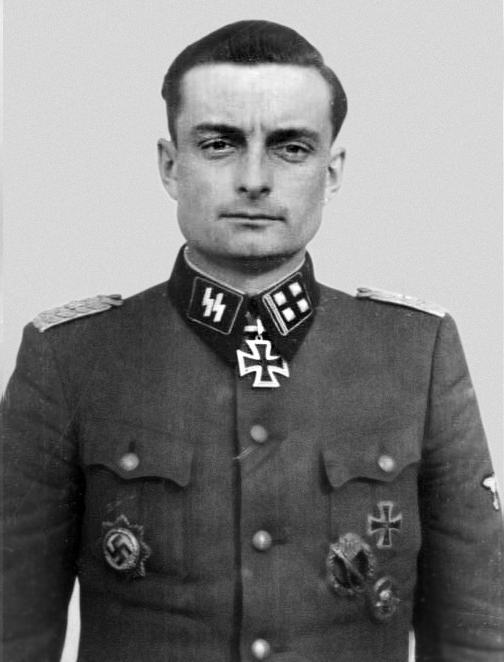
Оберштурмбаннфюрер СС Манфред Шёнфельдер в униформе войск СС

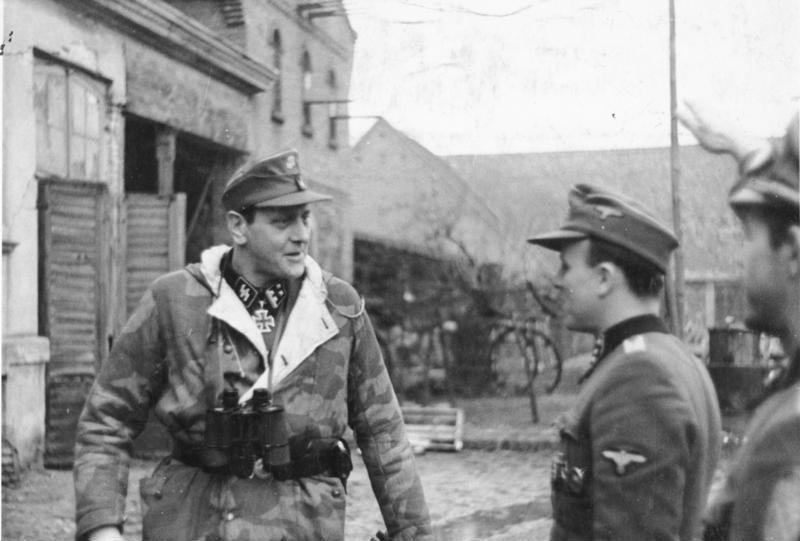
Отто Скорцени в звании оберштурмбаннфюрера Ваффен-СС

Оберштурмбаннфюрер (нем. Obersturmbannführer, сок. Ostubaf) — звание в СС и СА; соответствовало званию оберст-лейтенанта (подполковник) в Вермахте (ОФ-4 в западных вооруженных силах.
С 19 мая 1933 года введено в структуру СС, в качестве звания руководителей территориальных подразделений СС-штурмбанн (SS Sturmbann). В штурмбанн (батальон) входили четыре штурма (роты), небольших подразделений, приблизительно равных по численному составу армейской роте (от 54 до 180 человек), один взвод санитаров и военно-оркестровая группа. Численность штурмбанна составляла 500—800 человек. С 1936 года, после создания войск СС, соответствовало званию подполковника вермахта и должности командира батальона, а также широкому спектру штабных и административных должностей, таких, как начальник штаба дивизии.
В организации «Стальной шлем», которая в 1933 г. вошла в состав СА, аналогом было звание «штабсфюрер».

## Знаки различия
| Оберштурмбаннфюрер SS, SA, NSKK и NSFK                         |                         |                         |                         |                       |                       |                      |
| Знаки различия - Погон - Нарук. нашив. (Маск. кост.) - Петлица | Schutzstaffel (нем. SS) | Schutzstaffel (нем. SS) | Schutzstaffel (нем. SS) | Штурмовые отряды (SA) | НC мех. корпус (NSKK) | НC авиакорпус (NSFK) |
| Знаки различия - Погон - Нарук. нашив. (Маск. кост.) - Петлица |                         |                         |                         |                       |                       |                      |
| Знаки различия - Погон - Нарук. нашив. (Маск. кост.) - Петлица | только Ваффен-СС        | только Ваффен-СС        | - Общие СС - Ваффен-СС  | Петлицы               | Петлицы               | Петлицы              |

Наиболее известные личности, имевшие это звание
- Отто Скорцени — известный диверсант, освободивший Муссолини.
- Адольф Эйхман — нацистский преступник, ответственный за массовое уничтожение евреев.

В кинематографе
- Айсман — персонаж романа Юлиана Семёнова и одноимённого фильма «Семнадцать мгновений весны».